# Passioni pericolose
Passioni pericolose (Flirting With Danger), conosciuto anche con il nome di Relazioni pericolose, è un film per la televisione del 2006 diretto da Richard Roy.

## Trama
L'avvocato Rafe Marino inizia ad investigare sulla morte del suo migliore amico, ma si rivela concentrata da indizi e sospetti che la rendono difficile. E una volta conosciuta una donna misteriosa di nome Laura Clifford, il percorso verso la verità si rivelerebbe pericolosa a tutti gli effetti.